# Panorpa mirabilis
Panorpa mirabilis är en näbbsländeart som beskrevs av Carpenter 1931. Panorpa mirabilis ingår i släktet Panorpa och familjen skorpionsländor. Inga underarter finns listade i Catalogue of Life.